# Коттонвуд (округ Кауфман, Техас)
Коттонвуд (англ. Cottonwood) — місто (англ. city) в США, в окрузі Кофман штату Техас. Населення — 185 осіб (2010).

## Географія
Коттонвуд розташований за координатами 32°28′1″ пн. ш. 96°23′39″ зх. д. / 32.46694° пн. ш. 96.39417° зх. д. (32.466998, -96.394180).  За даними Бюро перепису населення США в 2010 році місто мало площу 4,46 км², уся площа — суходіл. В 2017 році площа становила 4,00 км², уся площа — суходіл.

## Демографія
Згідно з переписом 2010 року, у місті мешкало 185 осіб у 67 домогосподарствах у складі 57 родин. Густота населення становила 42 особи/км².  Було 71 помешкання (16/км²).
Расовий склад населення:
| - 94,6 % — білих - 3,8 % — чорних або афроамериканців - 0,5 % — корінних американців - 1,1 % — осіб інших рас |

До двох чи більше рас належало 0,0 %. Частка іспаномовних становила 5,9 % від усіх жителів.
За віковим діапазоном населення розподілялося таким чином: 22,2 % — особи молодші 18 років, 68,6 % — особи у віці 18—64 років, 9,2 % — особи у віці 65 років та старші. Медіана віку мешканця становила 43,1 року. На 100 осіб жіночої статі у місті припадало 98,9 чоловіків;  на 100 жінок у віці від 18 років та старших — 100,0 чоловіків також старших 18 років.
Середній дохід на одне домашнє господарство  становив 65 671 долар США (медіана — 56 250), а середній дохід на одну сім'ю — 72 852 долари (медіана — 66 250). За межею бідності перебувало 8,6 % осіб, у тому числі 0,0 % дітей у віці до 18 років та 14,3 % осіб у віці 65 років та старших.
Цивільне працевлаштоване населення становило 67 осіб. Основні галузі зайнятості: освіта, охорона здоров'я та соціальна допомога — 22,4 %, публічна адміністрація — 16,4 %, транспорт — 11,9 %, науковці, спеціалісти, менеджери — 10,4 %.